# GT25 Live!
GT25 Live! - En scen vid en plats är ett livealbum av den svenska popgruppen Gyllene Tider, släppt 24 november 2004. Albumet innehåller liveinspelningar från gruppens 25-årsjubileumsturné 2004.

## Låtlista
1. Intro: GT25 - 0.44
2. En sten vid en sjö i en skog - 2:35 (Jönköping)
3. Juni, juli, augusti - 3:41 (Halmstad II)
4. (Dansar inte lika bra som) sjömän - 2:50 (Halmstad II)
5. Det hjärta som brinner - 3:13 (Jönköping)
6. Fån telefon - 3:26 (Jönköping)
7. Flickorna på TV 2 - 3:39 (Eskilstuna)
8. (Hon vill ha) Puls - 4:14 (Norrköping)
9. Tuffa tider (för en drömmare) - 3:31 (Helsingborg)
10. Ljudet av ett annat hjärta - 3:28 (Halmstad I)
11. Ska vi älska, så ska vi älska till Buddy Holly - 4.22 (Eskilstuna)
12. När vi två blir en - 4:12 (Stockholm)
13. Det är över nu - 3:36 (Jönköping)
14. (Kom så ska vi) Leva livet - 3:30 (Göteborg)
15. Tylö Sun (California Sun) - 2:48 (Helsingborg)
16. Gå & fiska! - 4:21 (Jönköping)
17. Billy - 5:42 (Eskilstuna)
18. Medley - 8:43 (Halmstad II)
  1. Sommartider
  2. Min tjej och jag
  3. Vänta på mej!
  4. Flickan i en Cole Porter-sång
  5. Sommartider
19. När alla vännerna gått hem - 4:35 (Eskilstuna)